# SumOfUs
SumOfUs, dénommée depuis 2023 Ekō, est une communauté internationale de travailleurs, consommateurs et investisseurs qui forcent les grandes entreprises et les gouvernements qui sont sous leurs influences à rendre des comptes à l'aide de campagnes sur des enjeux comme le changement climatique, le droit du travail, la protection de l'environnement, les discriminations, les droits humains, les droits des animaux, la corruption et le pouvoir croissant des multinationales. L'organisation exerce actuellement ses activités dans trois langues et regrouperait dix millions de membres dans plus de 130 pays.

## Fondateurs et dirigeants
Taren Stinebrickner-Kauffman (née le 14 novembre 1981) a fondé SumOfUs en 2011. Elle fut également la directrice générale de l'ONG de 2011 à 2016. Les parents de cette militante australo-américaine sont professeurs à l'université DePauw. Sa mère, Kelsey Kauffman, est écrivain et son père, Bruce Stinebrickner, a fait sa marque comme joueur de basketball à l'université de Georgetown. Taren Stinebrickner-Kauffman a grandi dans la ville de Greencastle en Indiana.
Taren Stinebrickner-Kauffman a obtenu un diplôme en mathématiques de l'université Duke. Avant de fonder SumOfUs, elle a travaillé dans plusieurs autres organisations progressistes incluant Avaaz.org, le regroupement syndical américain American Federation of Labour - Congress of Industrial Organisations et l'organisation militante australienne GetUp!.
En novembre 2016, Hannah Lownsbrough devint la nouvelle directrice générale de SumOfUs, après avoir travaillé pour des organisations comme Avaaz, 38 Degrees ou GetUp! et avoir dirigé les campagnes contre les traités de libre-échange (TAFTA, TPP, CETA) de SumOfUs.

## Historique
SumOfUs a été lancé en 2011 avec une campagne dénonçant les relations qu'entretenait Google avec la Chambre de commerce des États-Unis, une autre campagne remerciant Starbucks pour son soutien au mariage homosexuel aux États-Unis, et une troisième campagne demandant à Apple de forcer ses fournisseurs à mieux traiter leurs travailleurs.
Depuis sa fondation, SumOfUs s'est développé au point d'avoir des membres dans presque tous les pays, avec des grandes concentrations aux États-Unis, au Royaume-Uni, au Canada, en Australie, en France et en Allemagne,.
On retrouve des effectifs de SumOfUs partout dans le monde: au Royaume-Uni, au Canada, en Allemagne, en France, en Lituanie, en Colombie et aux Pays-Bas. SumOfUs exerce ses activités dans trois langues: l'anglais, le français et l'allemand.
L'ONG dénonce une agression sexuelle qui aurait eu lieu dans le Métavers.

## Mission
SumOfUs défend les droits des consommateurs. Il est considéré dans des publications anglophones comme un « chien de garde » contre les multinationales (en anglais : « corporate watchdog »). L'ONG se présente comme un « mouvement de consommateurs, de travailleurs et d’actionnaires qui s’exprime d’une seule voix pour contrebalancer le pouvoir croissant des grandes entreprises ».
SumOfUs part du principe que les gens sont propriétaires des grandes entreprises qui causent tous les problèmes sur lesquels l'organisation se penche. Les grandes entreprises comptent sur les gens pour acheter leurs produits, pour travailler pour elles et elles ont besoin que les gens continuent d'élire des gouvernements qui les laissent faire.

## Campagnes importantes récentes
En décembre 2013, après une semaine de pression de la part des membres de SumOfUs, Zara ainsi que Topshop et Asos.com, deux importants détaillants de vêtements britanniques, se sont engagés à cesser de vendre de l'angora provenant de lapins dépouillés vivants.
En février 2014, Kellogg's et Wilmar se sont tous les deux engagés à éliminer la déforestation de leurs chaînes d'approvisionnement au cours des deux prochaines années, ce que le quotidien britannique The Guardian a appelé un « major success for environment and consumer groups » (« grand succès pour les groupes environnementaux et de défense des consommateurs ») Les membres de SumOfUs ont joué un rôle déterminant dans la modification des pratiques de ces entreprises.
En 2015, SumOfUs a contribué à pousser des compagnies aériennes comme Delta à cesser d'expédier des trophées de chasse, fait pression sur les autorités canadiennes pour qu'elles facturent des taux responsables de taxation à Nestlé pour la permission de puiser de l'eau des terres publiques, et contribué à faire en sorte que Standard Chartered annule le financement qu'elle accordait à l'immense mine de charbon d'Adani en Australie.

## Méthodologie
Comme les organisations en ligne Avaaz.org et 350.org, SumOfUs utilise les technologies numériques pour mobiliser et communiquer à l'échelle de la planète, reliant des consommateurs, des travailleurs et des actionnaires de partout dans le monde.
L'une des fonctions principales de SumOfUs est d'amplifier les campagnes d'autres regroupements pour la responsabilité sociale des entreprises en intervenant rapidement avec des campagnes sur le Web.
L'ONG utilise l'approche du Lean Startup, en adaptant le modèle du « produit minimum viable » aux campagnes en ligne. SumOfUs reprend à son compte la perspective et la base de pouvoir mondialisées des grandes entreprises et transcende les frontières nationales pour tirer le profit des vulnérabilités des compagnies transnationales.

## Politique de confidentialité
La politique de confidentialité de SumOfUs affirme que l'organisation ne fournira jamais les renseignements personnels de ses membres à quelqu'autre personne ou organisation, que ce soit en les vendant ou en les donnant, sauf aux fournisseurs de services de SumOfUs qui ont accepté de préserver la confidentialité des renseignements, ou si des membres autorisent spécifiquement l'organisation à partager leurs renseignements.

## Contributions financières
SumOfUs est une association civique à but non lucratif promouvant le bien-être social, enregistrée selon l'alinéa 501c4 du  code fédéral des impôts américain. Environ 85 % du financement de SumOfUs provient de petits dons de ses membres. L'ONG soutient que ce modèle de financement lui permet de demeurer indépendante, de maintenir la pression sur les gouvernements et les entreprises, et de répondre rapidement à des situations de crise.
SumOfUs publie ses sources de revenus chaque année sur son site Web.

## Communauté
SumOfUs lance des campagnes en anglais, en français et en allemand et a des membres dans plus de 130 pays. Depuis sa fondation, la communauté de SumOfUs représente dix millions de personnes partout dans le monde qui sont passées à l'action par le biais de l'ONG. Selon son compte-rendu annuel de 2015, la communauté SumOfUs a effectué plus de dix-sept millions d'actions lors de cette année.